# Wspólnota administracyjna Krumbach (Schwaben)
Wspólnota administracyjna Krumbach (Schwaben) – wspólnota administracyjna (niem. Verwaltungsgemeinschaft) w Niemczech, w kraju związkowym Bawaria, w rejencji Szwabia, w regionie Donau-Iller, w powiecie Günzburg. Siedziba wspólnoty znajduje się w mieście Krumbach (Schwaben), które do wspólnoty jednak nie należy.
Wspólnota administracyjna zrzesza sześć gmin wiejskich (Gemeinde): 
- Aletshausen, 1 109 mieszkańców, 17,66 km²
- Breitenthal, 1 233 mieszkańców, 13,27 km²
- Deisenhausen, 1 479 mieszkańców, 11,67 km²
- Ebershausen, 605 mieszkańców, 9,09 km²
- Waltenhausen, 700 mieszkańców, 13,43 km²
- Wiesenbach, 962 mieszkańców, 11,47 km²